# Koki Ueyama
Koki Ueyama (上山 紘輝 (Ueyama Koki?); Prefettura di Mie, 15 maggio 1999) è un velocista giapponese.
È campione nazionale assoluto 2022 su 200 m.
Ha finito quarto della staffetta veloce dei campionati del mondo under 20 di atletica leggera 2018.

## Palmarès
| Anno | Manifestazione  | Sede     | Evento      | Risultato   | Prestazione | Note |
| ---- | --------------- | -------- | ----------- | ----------- | ----------- | ---- |
| 2022 | Mondiali        | Eugene   | 200 m piani | Semifinale  | 20"48       |      |
| 2022 | Mondiali        | Eugene   | 4×100 m     | Batteria    | dq          |      |
| 2023 | Mondiali        | Budapest | 200 m piani | Batteria    | 20"66       |      |
| 2023 | Giochi asiatici | Hangzhou | 200 m piani | Oro         | 20"60       |      |
| 2023 | Giochi asiatici | Hangzhou | 4x100 m     | Argento     | 38"44       |      |
| 2024 | World Relays    | Nassau   | 4×100 m     | 4º          | 38"45       |      |
| 2024 | Giochi olimpici | Parigi   | 200 m piani | Ripescaggio | 20"92       |      |
| 2024 | Giochi olimpici | Parigi   | 4×100 m     | 5º          | 37"78       |      |